# Osman Hassan
Osman Hassan Farid (in arabo عثمان حسن‎?; 27 gennaio 1952) è un ex cestista egiziano.

## Carriera
Con l'Egitto ha disputato i Giochi olimpici di Montréal 1976.